# Erik Carlsson
Erik Carlsson (ur. 5 marca 1929 w Trollhättan, zm. 27 maja 2015) – szwedzki kierowca wyścigowy i rajdowy startujący dla szwedzkiego producenta samochodów osobowych SAAB od 1955 roku.

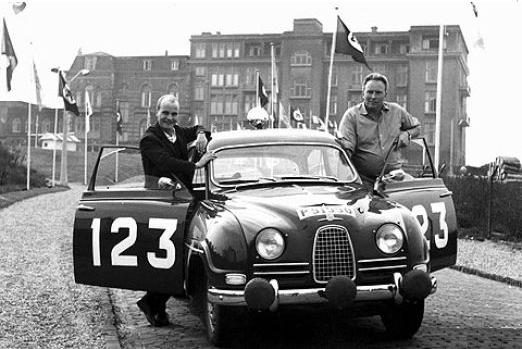
Erik Carlsson w Saabie 96 w 1962 roku

## Współpraca z Saabem
Carlsson swoją karierę kierowcy rozpoczął od ścigania się na motocyklach. Po II wojnie światowej Saab ze względu na koniec zamówień wojskowych na samoloty zdecydował się o przestawieniu produkcji na samochody osobowe. Pierwszym seryjnie produkowanym modelem marki był Saab 92 wyposażony w dwucylindrowy, dwusuwowy silnik benzynowy. Gdy Saab przestawił się z produkcji samolotów na samochody, Carlsson ukończył służbę wojskową, a następnie przesiadł się z motocykla na samochód.
Swoje pierwsze znaczące zwycięstwo odniósł modelem 92 podczas Rajdu Rikspokalen rozgrywanego w Szwecji w 1955 roku. Następnie wraz z w rozpoczęciem produkcji modelu 93 Carlsson przesiadł się do nowego, trzycylindrowego modelu. Pierwsze zwycięstwo odniósł w 1957 roku w Rajdzie 1000 jezior, następnie wygrywał w rajdach Szwecji i Niemiec. W 1962 i 1963 roku Erik Carlsson odniósł zwycięstwo modelem 96 w Rajdzie Monte Carlo.
W 1967 roku zakończył karierę kierowcy wyścigowego. Erik Carlsson argumentował swoją decyzję problemami z kręgosłupem oraz faktem, że Saaby nie radziły sobie z konkurencją tak jak kiedyś. Jednak już w 1969 roku wystartował w wyścigu na 1000 metrów Baja Mexico.
Koniec startów nie wiązał się jednak z zakończeniem współpracy z firmą Saab. Carlsson stał się ikoną marki, brał udział w akcjach pokazowych, a jego nazwiskiem oznaczane były usportowione wersje modeli 900, 9000 i 9-3 Aero. W 1986 roku wziął udział w biciu rekordu prędkości na 100 000 km. Kierował on zespołem oraz zasiadł za kierownicą podczas próby bicia rekordu, która miała miejsce na amerykańskim owalnym torze Talladega wykorzystywanym do wyścigów NASCAR. Modelem 9000 pokonano trasę 100 000 km ze średnią prędkością 213,299 km/h ustanawiając rekord świata na tym dystansie.
W 2010 roku trafił na listę Rally Hall of Fame.

## Wizyta wPolsce
W 1964 roku Erik Carlsson wystartował w Rajdzie Polski. Podczas wyścigu na jednym z końcowych etapów kierowcy zabrakło w Saabie paliwa. Z opresji uratował załogę napotkany motocyklista, który podzielił się benzyną i dzięki któremu Carlsson ukończył wyścig na 2. miejscu.
W 2010, 2012 oraz 2014 roku zaszczycił swoją obecnością zlot zabytkowych Saabów organizowany w Mosinie koło Poznania. Odbyło się to na zaproszenie Fundacji Rodziny Rozenblat.

## Zwycięstwa
- 1955 - 1. miejsce w Rajdzie Rikspokalen (Saab 92)
- 1957 - 1. miejsce w Rajdzie Finlandii (Saab 93)
- 1959 - 1. miejsce w Rajdzie Szwecji (Saab 93)
- 1959 - 1. miejsce w Rajdzie Niemiec (Saab 93)
- 1960, 1961, 1962 - 1. miejsce w Rajdzie RAC (Saab 96)
- 1960 - 2. miejsce w Rajdzie Akropolis (Saab 96)
- 1961 - 4. miejsce w Rajdzie Monte Carlo (Saab 95)
- 1961 - 1. miejsce w Rajdzie Akropolis (Saab 96)
- 1962, 1963 - 1. miejsce w Rajdzie Monte Carlo (Saab 96)
- 1962 - 7. miejsce w Rajdzie Safari (Saab 96)
- 1963 - 2. miejsce w Liège-Sofia-Liège Rally (Saab 96)
- 1964 - 1. miejsce w Rajdzie San Remo (Saab 96 Sport)
- 1964 - 2. miejsce w Rajdzie Polski, Safari i Liège-Sofia-Liège Rally (Saab 96)
- 1965 - 2. miejsce w Rajdzie Australii i Akropolis (Saab 96 Sport)
- 1967 - 1. miejsce w Rajdzie Wełtawy (Saab 96 V4)
- 1969 - 3. miejsce w 1000 Baja Mexico (Saab 96 V4)
- 1970 - 5. miejsce w 100 Baja Mexico (Saab 96 V4)

## Życie prywatne

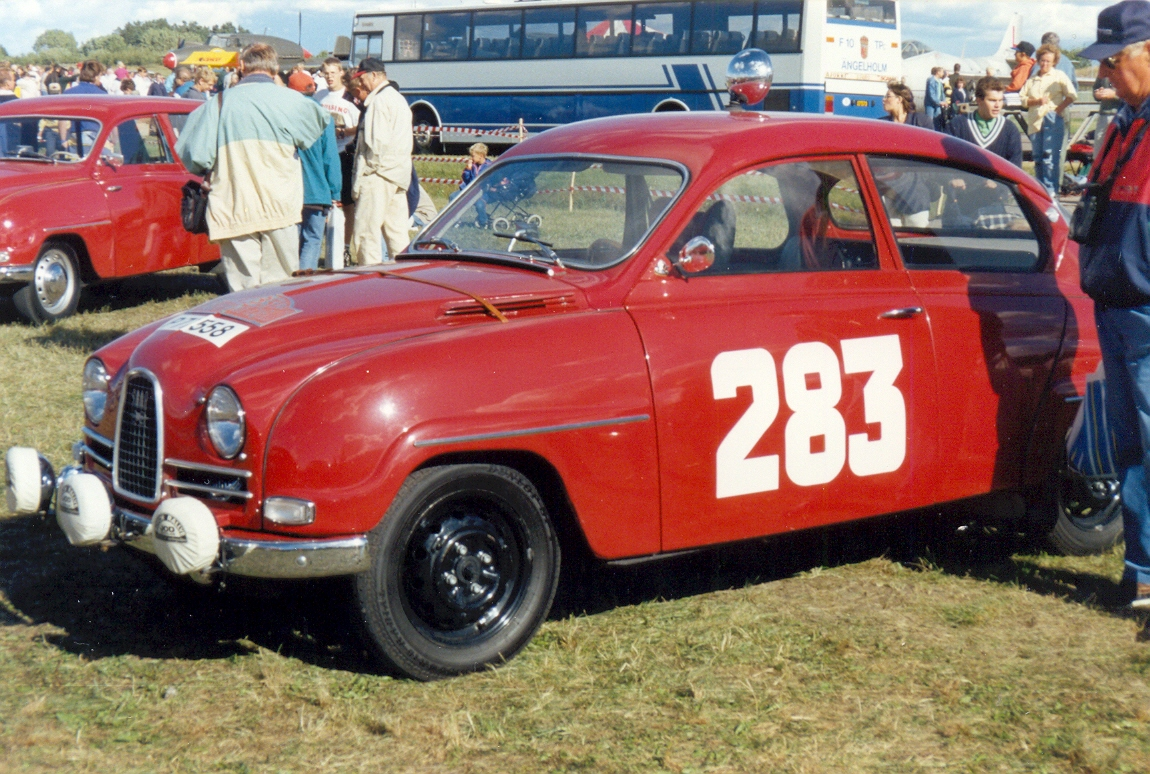
Replika samochodu, w którym Erik Carlsson zwyciężył w Rajdzie Monte Carlo 1963.

Erik Carlsson wziął ślub 3 marca 1963 roku w Londynie z Pat Moss, młodszą siostrą Sir Stirlinga Mossa, który podczas Rajdu Safari w 1965 roku był pilotem Carlssona. W grudniu 1969 roku z ich związku urodziła się córka o imieniu Suzy. Pat Moss zmarła 14 października 2008 roku w wieku 73 lat.